# Josefa Pedálová
Josefa Pedálová, píšící pod řeholním jménem Marie Antonie nebo pseudonymem Dobrovlastka (18. února 1780 Praha – 4. března 1831 Praha) byla česká katolická řeholnice (alžbětinka) a první česká vlastenecká spisovatelka.

## Život
Narodila se 18. února 1781 v rodině vyšehradského hrnčíře Josefa Pedala a jeho manželky Veroniky. 19. listopadu 1803 byla přijata do kláštera alžbětinek Na Slupi, kde prožila celý zbytek života. Při vstupu do řádu přijala jméno Marie Antonie. Roku 1808 ji následovala i její mladší sestra Františka Veronika. Marie Antonie v klášteře pracovala jako kuchařka a ošetřovatelka v klášterní nemocnici, a také v rodinách. Po řeholním životě toužila už od dospívání („… Alžbětinou bez odkladu dcerou věrnou zůstanu, v svatofrantiškánském řádu svou povinnost zastanu…“). Zemřela v 51 letech následkem srdečního selhání.

## Dílo
Podle korespondence F. L. Čelakovského napsala první báseň roku 1803, v době vstupu do kláštera. Dílo zahrnovalo překladovou náboženskou literaturu (legenda o svaté Alžbětě), modlitební knížku i básně a prózy s mravním poučením (např. povídka Serafka o ctnostné zbožné dívce).
Udržovala přátelské styky s řadou spisovatelů, jmenovitě s Františkem Ladislavem Čelakovským, Josefem Vlastimilem Kamarýtem a Magdalenou Dobromilou Rettigovou. Po smrti byly vydány její sebrané spisy. František Ladislav Čelakovský plánoval vydat její životopis, zemřel však dříve, než stihl tento svůj úmysl realizovat.
Její modlitební knížka Chlebowé poswátnj (a později i další tvorba) společně s kuchařkou (a později i dalšími díly) Rettigové byly pro české ženy hlavním literárním zdrojem k poznávání českého jazyka a probouzení českého cítění.
Ve své době byla jako spisovatelka oblíbena, nicméně jednoznačně katolický charakter jejích děl iritoval už intelektuální elitu československé první republiky,[zdroj?] komunistický režim ji pak zcela „vyřadil“ z dějin české literatury.

### Knižní vydání
- Žiwot Swaté Alžběty, dcery krále Vherského Ondřege II., kněžny Durynské a Hesské; sepsaný od gedné duchownj sestry z řádu sw. Alžběty k duchownjmu potěssenj chudých nemocných w Praze (W Praze, Wytisstěný v Jozefy owdowělé Fetterlowé z Wildenbrunu, 1819 a Anna Špinkowá, 1843)
- Chlebowé poswátnj, aneb, Swaté prosby a wzdychánj k Hospodinu Bohu we Gménu Pána Gežjsse (ke wsselikým časům, příležitostem a potřebám obecným y obzwlásstnjm spořádané (pro osobu ženskau)/ sebrané od gedné klássternj panny, řádu swaté Alžběty M.A.; W Praze, Jozeffa owdowělá Fetterlowá z Wildenbrunu, 1820 a 1826)
- Serafka (dárek dcerkám městským od Dobrowlastky; W Praze, U Josefy Fetterlowé z Wildenbrunu, 1826 a Wáclaw Špinka, 1832)
- Myrrhowý wěneček, aneb, Utrpenjm přicházj se k blaženosti (W Praze a w Hradci Králowé, Jan Hostiwjt Pospjssil,1828)
- Keř Rozmarínowý, ze stjnu do weřegné zahrady přesazen (Od Marie Antonie; Praha, Knjžecj arcibiskupská knihtiskárna, a Josefa Fetterlová, 1830)